# Joseph Achille Le Bel
Pour les articles homonymes, voir Le Bel.
Joseph Achille Le Bel, né à Pechelbronn (Bas-Rhin) le 21 janvier 1847 et mort à Paris le 6 août 1930, est un chimiste français, considéré comme le précurseur de la stéréochimie moderne. Il a dirigé l'exploitation de pétrole de Pechelbronn.

## Biographie
Après ses études à l'École polytechnique (X1865), il explique en 1874 la notion d'activité optique d'un composé et le rapport de cette propriété à celle de la présence d'un carbone asymétrique. Cette théorie est également publiée la même année par son ami le chimiste néerlandais Jacobus van 't Hoff avec lequel il a fait ses premiers pas d'étudiant en recherche au laboratoire de Charles Adolphe Wurtz à Paris. Le Bel est élu membre de l'Académie des sciences en 1929, après avoir étudié l'activité optique des composées azotés. Ses travaux ont également porté sur l'évolution du système solaire comme l'indique son ouvrage Cosmologie rationnelle. Avec van 't Hoff, il obtient en 1893 la médaille Davy, qui récompense leurs travaux communs sur la théorie du carbone asymétrique. Il devient membre étranger de la Royal Society en 1911.

## Hommages

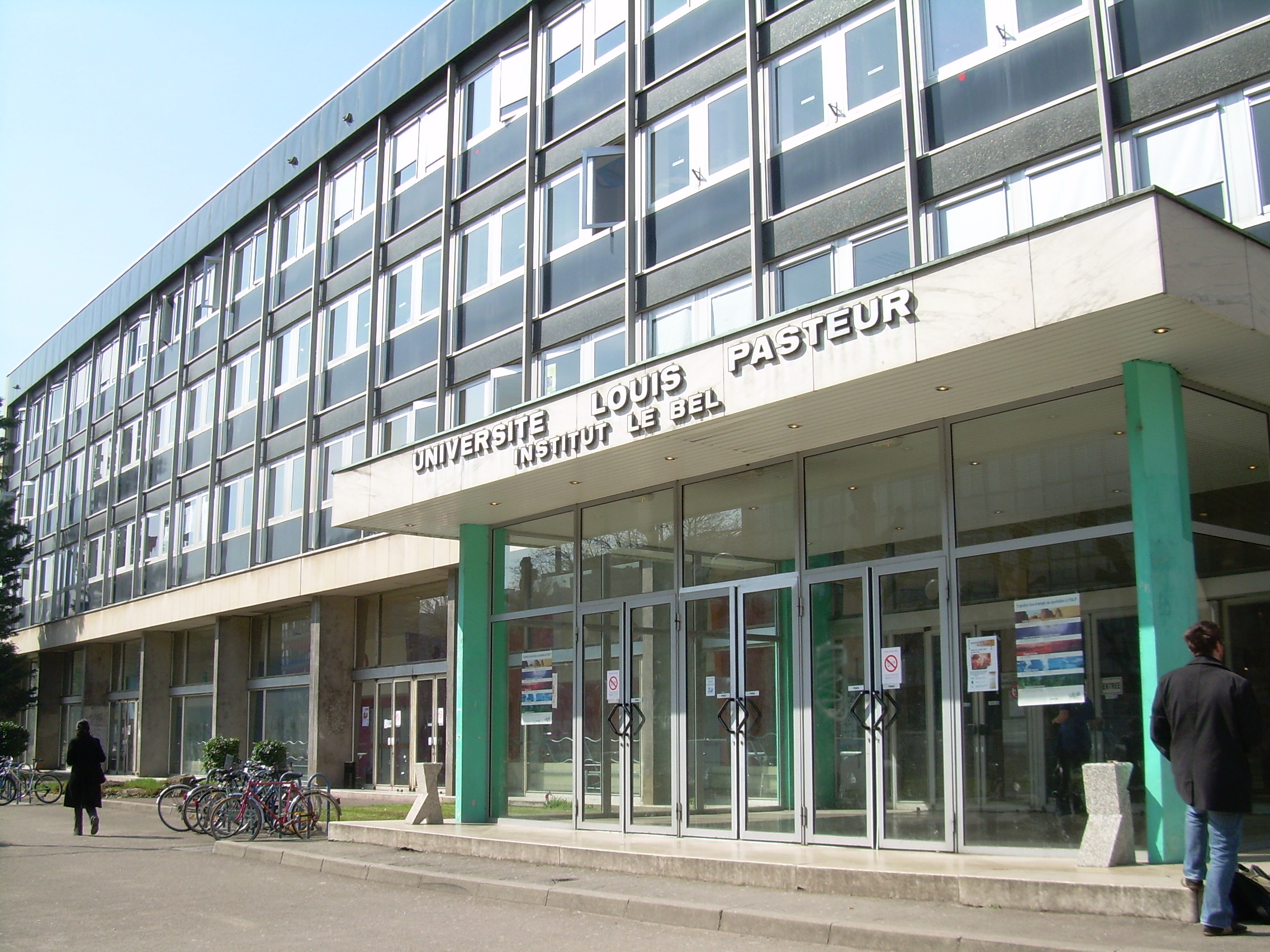
L'Institut Le Bel à l'université de Strasbourg.

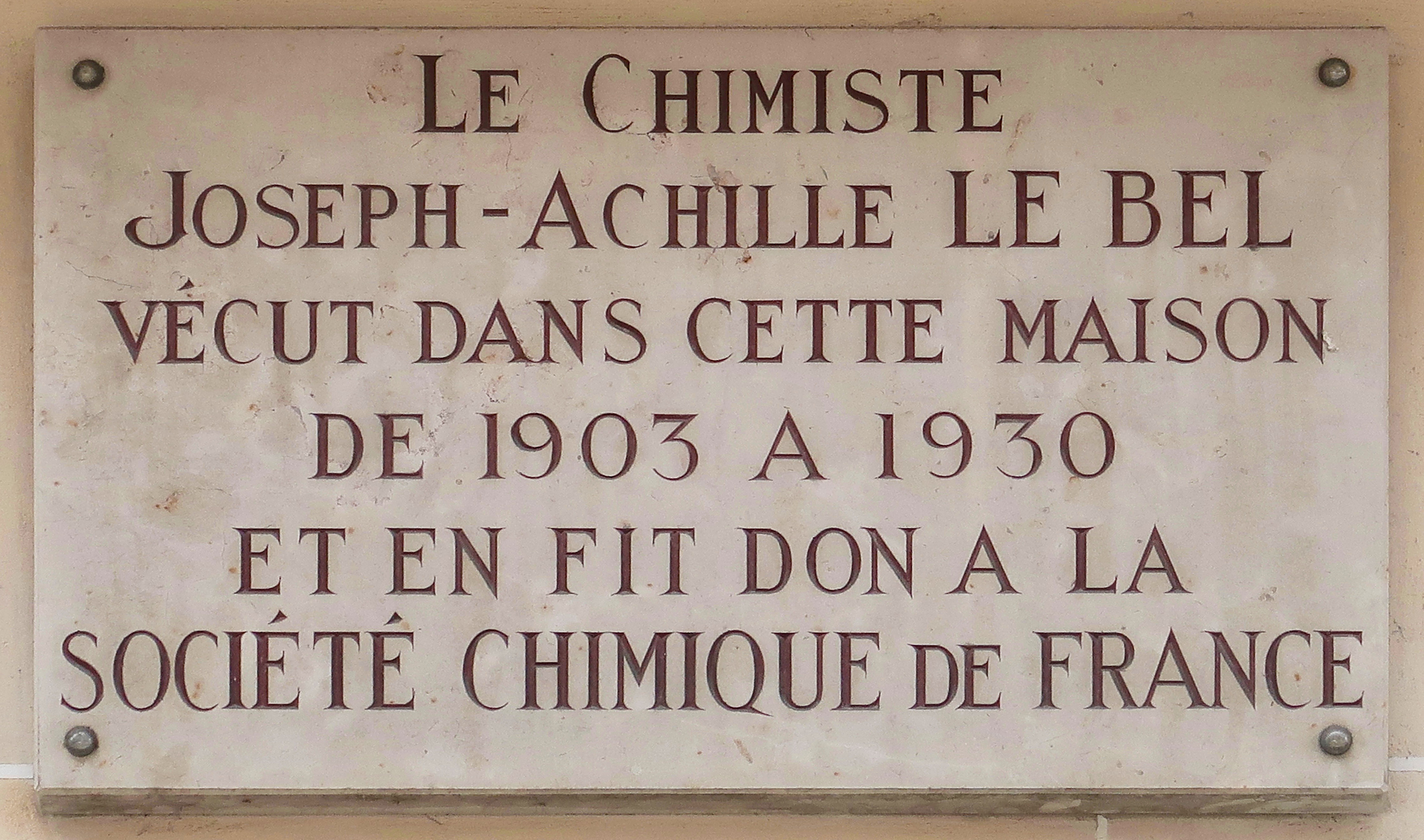
Plaque au n° 250 rue Saint-Jacques (Paris), immeuble où il vit de 1903 à 1930 et dont il fait don à la Société chimique de France.

Un institut de l'université de Strasbourg, sur le campus de l'Esplanade, porte son nom.